# Блошно (Новгородская область)
Блошно — деревня в Солецком районе Новгородской области.

## География
Находится в западной части Новгородской области на расстоянии приблизительно 21 км на юго-восток по прямой от районного центра города Сольцы.

## История
На карте 1840 года уже была обозначена.  В 1909 году здесь (Старорусский уезд Новгородской губернии) было учтено 27 дворов. До 2020 года входила в состав Выбитского сельского поселения.

## Население
Численность населения: 177 человек (1909 год), 7 (русские 100 %) в 2002 году, 2 в 2010.